# 볼보 ES90
볼보 ES90(스웨덴어: Volvo ES90)은 스웨덴의 자동차 제조업체인 볼보자동차에서 2025년부터 생산 중인 배터리식 전기 자동차이다.

## 사진

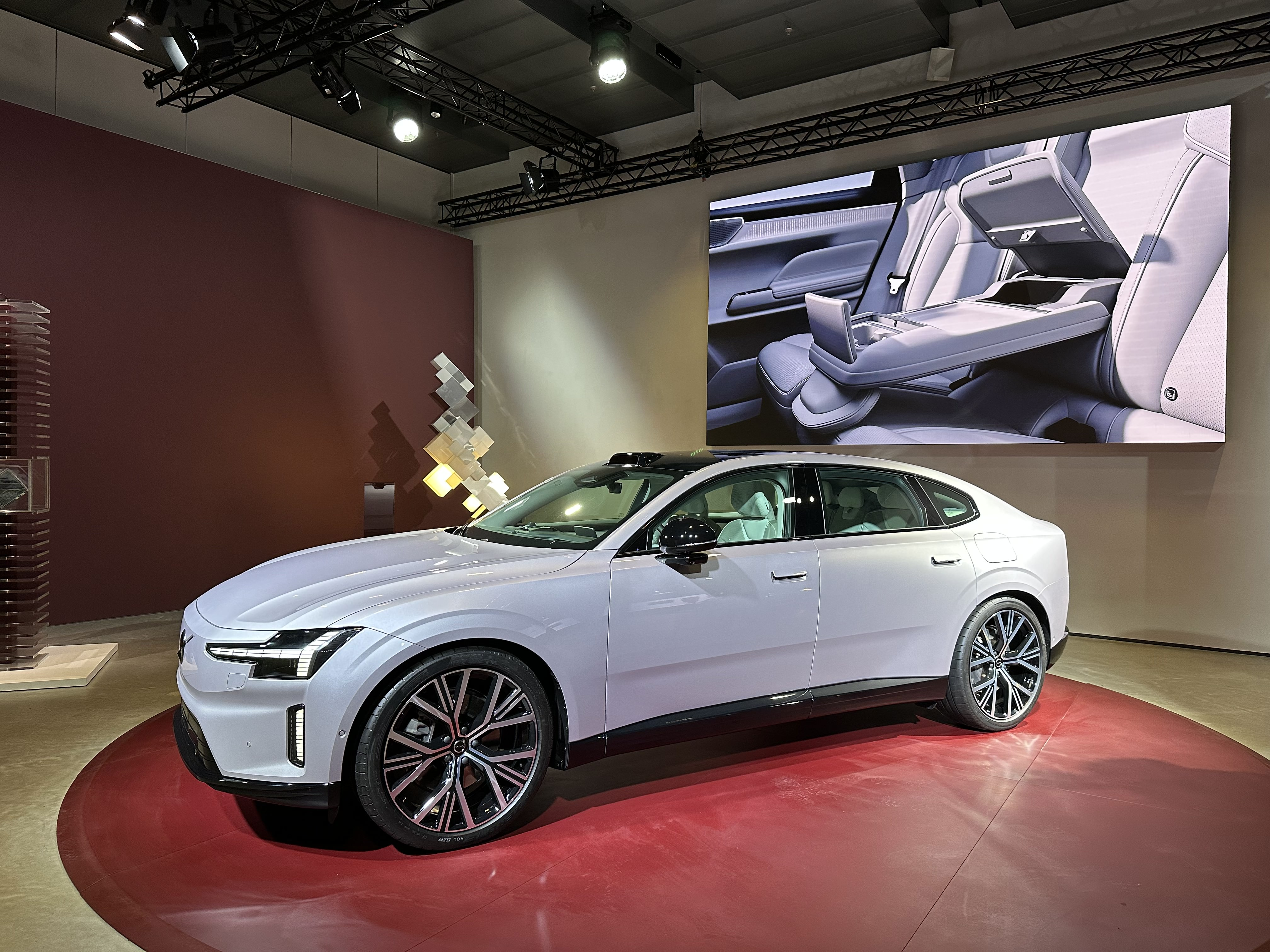
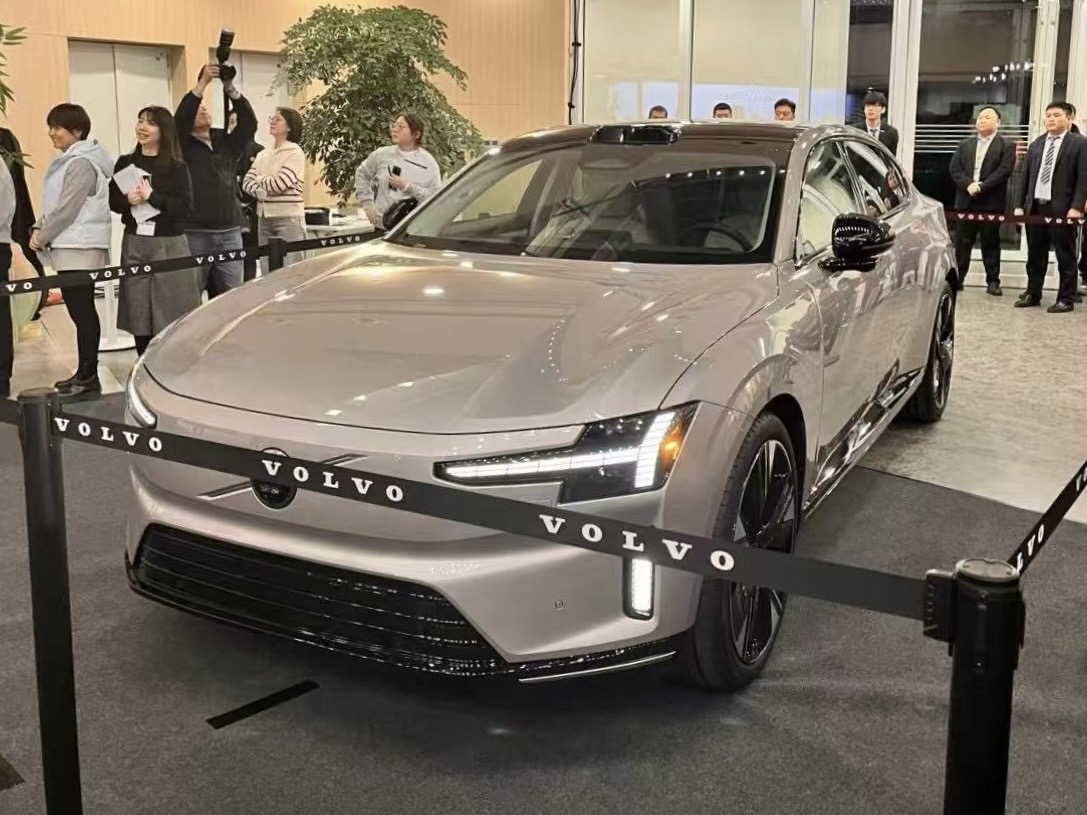